# Karl Ernst von Baer
Karl Ernst von Baer (Piep, 29. veljače 1792. – Dorpat, 28. studenog 1876.), ruski zoolog.
Jedan je od osnivača suvremene embriologije. Otkrio je jajnu stanicu sisavaca i svitak, te dokazao da se organi kralježnjaka razvijaju diferencijacijom slojeva stanica u zametku. 
Zastupao je "teoriju tipova" G. Cuviera. Smatra se osnivačem moderne biogenije (povijesnog razvitka organskog svijeta). 
Baer je utemeljitelj i prvi predsjednik Ruskog geografskog društva.

## Djela
- "O povijesti razvoja životinja",
- "Istraživanja o razvoju riba".

## Vanjske poveznice
|  | Zajednički poslužitelj ima još gradiva o temi Karl Ernst von Baer |